# José María Álvarez-Pallete
José María Álvarez-Pallete López (Madrid, 12 de desembre de 1963) és un economista espanyol i president executiu de Telefónica S.A. entre abril de 2016 i gener del 2025, quan fou reemplaçat per Marc Murtra.

## Biografia
José María Álvarez-Pallete és llicenciat en Ciències Econòmiques per la Universitat Complutense de Madrid, va estudiar igualment Ciències Econòmiques a la Universitat Lliure de Brussel·les i compta amb un International Management Program (IMP) en l'Institut Panamericano de Desenvolupament de Directius (IPADE). Va obtenir a més un DEA per la Càtedra d'Economia Financera i Comptabilitat de la Universitat Complutense de Madrid.
En l'actualitat, està casat i té tres fills.

## Trajectòria en Telefónica
Al febrer de 1999 es va incorporar al Grup Telefónica com a Director General de Finances de Telefónica Internacional S.A., i al setembre d'aquest mateix any va passar a ocupar el càrrec de Director General de Finances Corporatives en Telefónica S.A..
Al juliol de 2002 va ser nomenat President Executiu de Telefónica Internacional S.A.; al juliol de 2006, Director General de Telefónica Llatinoamèrica; i al març de 2009, President de Telefónica Llatinoamèrica; Al setembre de 2011, va passar a ocupar el càrrec de President Executiu de Telefonica Europa; i va crear Wayra, una acceleradora de startups a Amèrica Llatina i Espanya.
Des del 17 de setembre de 2012 és Conseller Delegat de Telefónica S.A. i membre del Consell d'Administració de Telefónica S.A., càrrec que ocupa des de juliol de 2006. És igualment membre del Comitè Executiu de Telefónica.
El 29 març de 2016, César Alierta va deixar el lloc de president executiu de Telefónica S.A. i en un relleu ordenat va nomenar a José María Álvarez-Pallete com el seu successor, qui va ocupar el lloc el 8 d'abril de 2016. Va ocupar el càrrec fins a gener de 2025, quan una nova estructura accionariar va nomenar Marc Murtra president de l'entitat, a proposta del SEPI.
Des de gener de 2022 és president de la GSMA.

## Premis i Honors

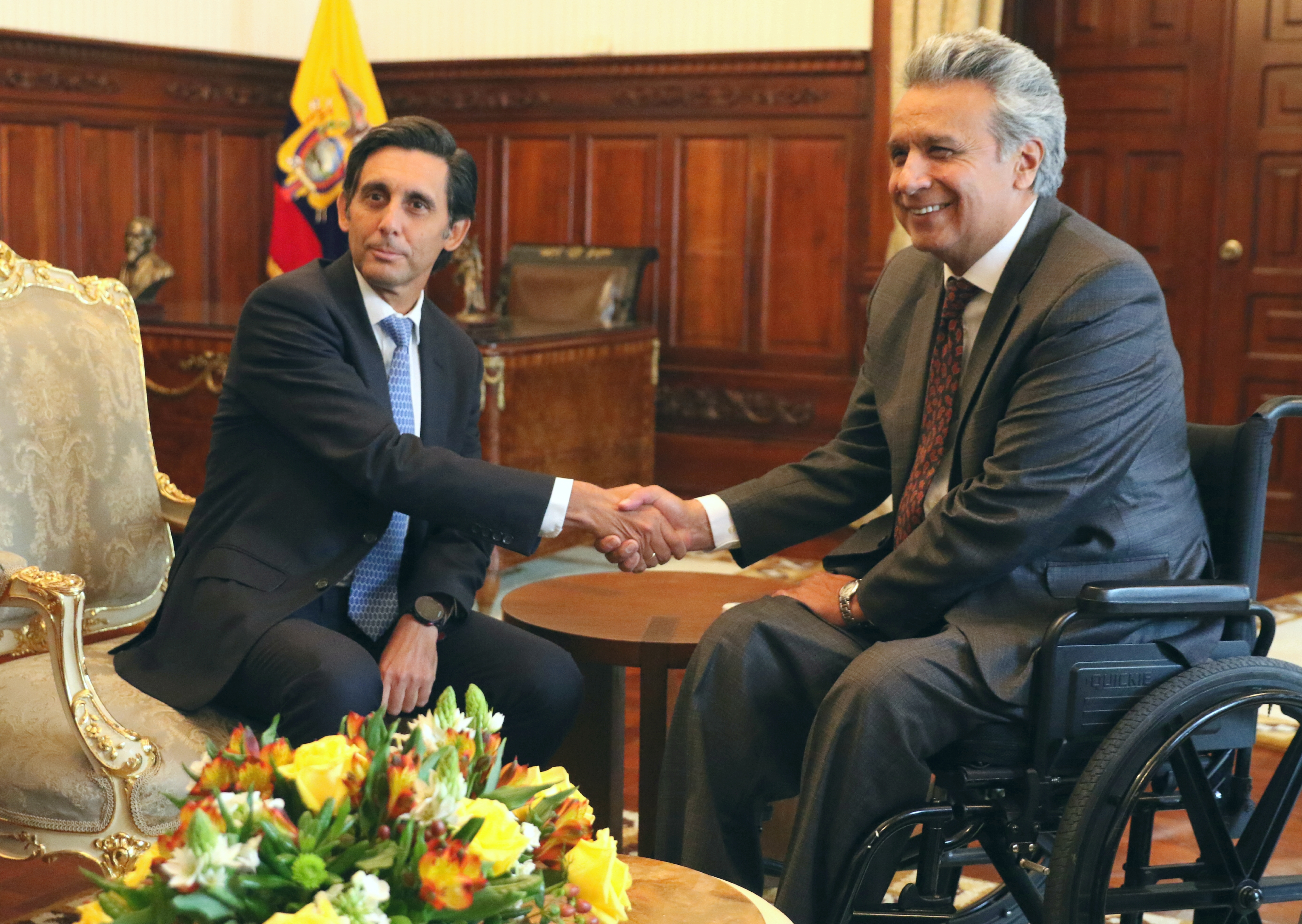
Álvarez-Pallete amb Lenin Moreno, president d'Equador.

- Al juliol de 2007, premiat amb el Màster d'Or del Forum d'Alta Direcció.[10]
- En 2011 va rebre el Premi a la Personalitat Econòmica de l'Any per part del diari “El Economista”.[11]
- En 2014, José María Álvarez-Pallete va rebre la Medalla Sorolla de la Hispanic Society of America i va ser reconegut com a “Innovative Corporate Leader of the Year” per part de la revista Latin Trade.[12]
- En 2014, la revista nord-americana Fast Company li va reconèixer entre els Most Creative People 2014.[13]
- En 2017, la revista Forbes va reconèixer a José María Álvarez-Pallete com el millor CEO de les empreses que van cotitzar a Espanya en 2016.[14]